# Flash Montlhéry
Flash Montlhéry fou un taller mecànic de Sant Cugat del Vallès que fabricà automòbils de competició entre 1974 i 1979. Propietat de Lluís Cortés, el taller fabricà cotxes sota llicència de la marca francesa Martini, els Martini Mk12, inicialment monoplaces de Fórmula 3 i Fórmula Renault però modificats per Flash Monthlèry per a participar en la Fórmula 1800, campionat en què es feia servir mecànica SEAT.
Lluís Cortés i Francesc Brossa produïren 12 unitats dels seus Martini en tres anys, amb una de les quals Juan Ignacio Villacieros guanyà el campionat de 1975 i el de 1976. Els Martini de Flash Monthlèry eren en aquella època els únics capaços de plantar cara als Selex. Amb la desaparició de la Fórmula 1800 l'empresa aturà l'activitat esportiva, però un dels mecànics de l'equip, Joan Villadelprat, continuà dedicat a la competició i arribà a la Fórmula 1, on passà per McLaren i Ferrari abans d'esdevenir director esportiu de l'equip Tyrrell el 1990.